# Козятинська міська рада
Козя́тинська міська́ ра́да — орган місцевого самоврядування Козятинської міської громади у Вінницькій області, Хмільницькому районі, з адміністративним центром у місті Козятині.

## Загальні відомості
- Територія ради: 10 км²
- Населення ради: 25 150 осіб (станом на 1 вересня 2015 року)[1]

## Склад ради
Рада складається з 26 депутатів та голови.
- Голова ради: Єрмолаєва Тетяна Миколаївна
- Секретар ради: Римша Тетяна Аркадівна

### Керівний склад ради
| ПІБ                              | Основні відомості | Дата обрання | Дата звільнення |
| -------------------------------- | --- | ------------ | --------------- |
| Висоцький Михайло Володимирович  | Міський голова, 1951 року народження | 26.03.2006   | 31.10.2010      |
| Гвелесіані Олександр Георгійович | Міський голова, 1946 року народження, освіта вища, член Соціалістичної партії України                                                                  | 31.10.2010   | 25.10.2015      |
| Пузир Олександр Дмитрович        | Міський голова, 1978 року народження, освіта вища, член політичної партії Всеукраїнське об'єднання «Батьківщина», пізніше - член партії "Слуга народу" | 25.10.2015   | 24.11.2020      |

Примітка: таблиця складена за даними сайту Верховної Ради України та ЦВК

### Депутати VII скликання
За результатами місцевих виборів 2015 року депутатами ради стали:

#### За суб'єктами висування
| Суб'єкт висування                                          | Кількість обраних депутатів | %     |
| ---------------------------------------------------------- | --------------------------- | ----- |
| Політична партія Всеукраїнське об'єднання «Батьківщина»    | 7                           | 20.59 |
| Партія Блок Петра Порошенка «Солідарність»                 | 6                           | 17.65 |
| Політична партія «Сила людей»                              | 4                           | 11.76 |
| Політична партія «Об'єднання „Самопоміч“»                  | 4                           | 11.76 |
| Політична партія «Українське Об'єднання патріотів — УКРОП» | 3                           | 8.82  |
| Політична партія «Наш край»                                | 3                           | 8.82  |
| Радикальна партія Олега Ляшка                              | 3                           | 8.82  |
| Політична партія Громадський рух «Народний контроль»       | 2                           | 5.88  |
| Політична партія «Конкретних справ»                        | 2                           | 5.88  |

#### За округами
| № округу                                                   | Прізвище, ім'я, по батькові        | Дата нар.  | Освіта              | Партійна приналежність                                           | Відомості |
| ---------------------------------------------------------- | ---------------------------------- | ---------- | ------------------- | ---------------------------------------------------------------- | --- |
| політична партія Всеукраїнське об'єднання «Батьківщина»    |                                    |            |                     |                                                                  | |
| пк                                                         | Якимова Надія Іванівна             | 04.05.1951 | вища                | член політичної партії Всеукраїнське об'єднання «Батьківщина»    | Козятинська загальноосвітня школа № 5, вчитель |
| 30                                                         | Масира Роман Ярославович           | 09.06.1979 | вища                | безпартійний                                                     | Українська Православна Церква Київського Патріархату, настоятель                                                                                                  |
| 34                                                         | Луцюк Павло Володимирович          | 22.10.1975 | вища                | безпартійний                                                     | Відділ з питань фізичної культури і спорту Козятинської міської ради, завідувач                                                                                   |
| 29                                                         | Гаврилюк Людмила Михайлівна        | 04.07.1965 | вища                | безпартійна                                                      | Дошкільний навчальний заклад № 6, завідувач |
| 31                                                         | Каратєєв Олексій Сергійович        | 06.06.1992 | вища                | безпартійний                                                     | Національна Гвардія, боєць |
| 23                                                         | Савчук Лариса Анатоліївна          | 30.08.1948 | вища                | безпартійна                                                      | Фермерське господарство, директор |
| 18                                                         | Павлов Олександр Миколайович       | 05.02.1980 | вища                | член політичної партії Всеукраїнське об'єднання «Батьківщина»    | Козятинська РДА, спеціаліст відділу містобудування архітектури та цивільного захисту                                                                              |
| ПАРТІЯ "БЛОК ПЕТРА ПОРОШЕНКА «СОЛІДАРНІСТЬ»                |                                    |            |                     |                                                                  | |
| пк                                                         | Марченко Костянтин Володимирович   | 22.07.1962 | вища                | член ПАРТІЇ "БЛОК ПЕТРА ПОРОШЕНКА «СОЛІДАРНІСТЬ»                 | Козятинська міська рада, заступник міського голови- начальник управління житлово-комунального господарства                                                        |
| 28                                                         | Поліщук Ольга Борисівна            | 23.02.1973 | вища                | член ПАРТІЇ "БЛОК ПЕТРА ПОРОШЕНКА «СОЛІДАРНІСТЬ»                 | Козятинська дистанція електропостачання Південно-Західної залізниці, електромеханік                                                                               |
| 13                                                         | Мудра Марія Миколаївна             | 23.06.1985 | вища                | член ПАРТІЇ "БЛОК ПЕТРА ПОРОШЕНКА «СОЛІДАРНІСТЬ»                 | Чорнорудецька сільська лікарська амбулаторія загальної практики сімейної медицини, лікар — стоматолог                                                             |
| 9                                                          | Синюшко Микола Миколайович         | 26.09.1964 | вища                | член ПАРТІЇ "БЛОК ПЕТРА ПОРОШЕНКА «СОЛІДАРНІСТЬ»                 | Комунальний заклад «Загальноосвітній навчально-виховний комплекс I-III ступенів „школа-дитячий садок“ № 6 Козятинської міської ради Вінницької області», директор |
| 19                                                         | Кравець Микола Васильович          | 07.12.1968 | вища                | член ПАРТІЇ "БЛОК ПЕТРА ПОРОШЕНКА «СОЛІДАРНІСТЬ»                 | Відокремлений підрозділ «Будівельно-монтажне експлуатаційне управління № 2 м. Козятина», начальник                                                                |
| 16                                                         | Буравський Євгеній Станіславович   | 01.10.1950 | професійно-технічна | член ПАРТІЇ "БЛОК ПЕТРА ПОРОШЕНКА «СОЛІДАРНІСТЬ»                 | Територіаль — на рада ветеранів Козятинської дирекції залізничних перевезень, голова                                                                              |
| Політична партія "Об'єднання «САМОПОМІЧ»                   |                                    |            |                     |                                                                  | |
| пк                                                         | Малащук Євгеній Миколайович        | 25.05.1986 | вища                | безпартійний                                                     | Приватний підприємець |
| 3                                                          | Радогощина Юлія Володимирівна      | 15.06.1976 | вища                | безпартійна                                                      | Козятинська ЦРЛ, сімейний лікар |
| 6                                                          | Кравчук Леся Дмитрівна             | 06.05.1980 | вища                | безпартійна                                                      | Приватний підприємець |
| 12                                                         | Панчук Геннадій Ростиславович      | 25.07.1970 | вища                | безпартійний                                                     | Козятинська ОДПІ, головний державний ревізор |
| Політична партія «Сила людей»                              |                                    |            |                     |                                                                  | |
| пк                                                         | Рожук Вадим Вадимович              | 09.06.1988 | вища                | член Політичної партії «Сила людей»                              | Повне Товариство "Ломбард «Комод» Горбач Олександр Олегович і компанія, керуючий відділенням                                                                      |
| 27                                                         | Бернатович Дмитро Миколайович      | 21.06.1981 | вища                | член Політичної партії «Сила людей»                              | ДТГО «Південно-Західна залізниця», інженер |
| 32                                                         | Сорочинський Олександр Євгенійович | 05.08.1984 | вища                | безпартійний                                                     | ДТГО «Південно-Західна залізниця», складач поїздів |
| 26                                                         | Білінський Євген Валерійович       | 30.01.1992 | вища                | член Політичної партії «Сила людей»                              | ДТГО «Південно-Західна залізниця», електромонтер |
| Політична партія «Наш край»                                |                                    |            |                     |                                                                  | |
| пк                                                         | Гвелесіані Олександр Георгійович   | 20.05.1946 | вища                | член Політичної партії «Наш край»                                | Козятинська міська рада, козятинський міський голова |
| 34                                                         | Фурманець Володимир Петрович       | 27.05.1967 | вища                | член Політичної партії «Наш край»                                | Козятинська дистанція колії, шляховий майстер |
| 26                                                         | Кропива Федір Тихонович            | 04.07.1941 | вища                | безпартійний                                                     | пенсіонер |
| ПОЛІТИЧНА ПАРТІЯ «УКРАЇНСЬКЕ ОБ'ЄДНАННЯ ПАТРІОТІВ — УКРОП» |                                    |            |                     |                                                                  | |
| 18                                                         | Гриб Володимир Васильович          | 09.06.1971 | вища                | член ПОЛІТИЧНОЇ ПАРТІЇ «УКРАЇНСЬКЕ ОБ'ЄДНАННЯ ПАТРІОТІВ — УКРОП» | Козятинський загін відомчої воєнізованої охорони Південно-Західної залізниці, заступник начальника загону з охорони праці                                         |
| 28                                                         | Гончарук Марина Едуардівна         | 30.01.1971 | вища                | член ПОЛІТИЧНОЇ ПАРТІЇ «УКРАЇНСЬКЕ ОБ'ЄДНАННЯ ПАТРІОТІВ — УКРОП» | Козятинський обласний соціальний центр матері та дитини, педагог соціальний                                                                                       |
| 8                                                          | Лєбєдєва Олена Григорівна          | 20.10.1978 | професійно-технічна | член ПОЛІТИЧНОЇ ПАРТІЇ «УКРАЇНСЬКЕ ОБ'ЄДНАННЯ ПАТРІОТІВ — УКРОП» | тимчасово не працює |
| Радикальна партія Олега Ляшка                              |                                    |            |                     |                                                                  | |
| пк                                                         | Дацюк Ольга Олексіївна             | 28.01.1965 | вища                | член Радикальної партії Олега Ляшка                              | Козятинський міський територіальний центр соціального обслуговування, директор                                                                                    |
| 15                                                         | Пилипчук Алла Михайлівна           | 03.07.1961 | вища                | безпартійна                                                      | Державний заклад «Відділкова лікарня. станції Козятин Південно-Західної залізниці», завідувач поліклінікою                                                        |
| 24                                                         | Малишевський Віктор Сергійович     | 22.08.1957 | вища                | безпартійний                                                     | Приватнийпідприємець |
| ПОЛІТИЧНА ПАРТІЯ "ГРОМАДСЬКИЙ РУХ «НАРОДНИЙ КОНТРОЛЬ»      |                                    |            |                     |                                                                  | |
| пк                                                         | Ясний Павло Геннадійович           | 27.10.1961 | вища                | член ПОЛІТИЧНОЇ ПАРТІЇ "ГРОМАДСЬКИЙ РУХ «НАРОДНИЙ КОНТРОЛЬ»      | Козятинська міська рада, керуючий справами виконавчого комітету                                                                                                   |
| 7                                                          | Пилипчук Василь Миронович          | 01.03.1959 | вища                | безпартійний                                                     | Приватний підприємець |
| Політична партія «КОНКРЕТНИХ СПРАВ»                        |                                    |            |                     |                                                                  | |
| пк                                                         | Радіна Таїсія Борисівна            | 10.11.1969 | вища                | член Політичної партії «КОНКРЕТНИХ СПРАВ»                        | Приватний підприємець |
| 4                                                          | Тремба Сергій Олегович             | 07.08.1970 | середня спеціальна  | член Політичної партії «КОНКРЕТНИХ СПРАВ»                        | Приватний підприємець |

### Депутати VI скликання
За результатами місцевих виборів 2010 року депутатами ради стали:

#### За суб'єктами висування
| Суб'єкт висування                                       | Кількість обраних депутатів | %    |
| ------------------------------------------------------- | --------------------------- | ---- |
| Політична партія Всеукраїнське об'єднання «Батьківщина» | 10                          | 25   |
| Партія регіонів                                         | 7                           | 17,5 |
| Політична партія «Фронт Змін»                           | 6                           | 15   |
| Соціалістична партія України                            | 6                           | 15   |
| Українська партія «Єдність»                             | 4                           | 10   |
| Комуністична партія України                             | 3                           | 7,5  |
| Партія «Відродження»                                    | 3                           | 7,5  |
| Соціал-демократична партія України (об'єднана)          | 1                           | 2,5  |

#### За округами
| № округу                                                | Прізвище, ім'я, по батькові         | Дата визнання обраним | Освіта             | Партійна приналежність                                | Відомості про обраного депутата                                                                                   |
| ------------------------------------------------------- | ----------------------------------- | --------------------- | ------------------ | ----------------------------------------------------- | --- |
| Комуністична партія України                             |                                     |                       |                    |                                                       | |
| б/м                                                     | Білянець Олена Анатоліївна          | 03.11.2010            | вища               | позапартійна                                          | Козятинська міська рада, начальник управління освіти                                                              |
| б/м                                                     | Любімов Анатолій Олександрович      | 04.11.2010            | середня спеціальна | член Комуністичної партії України                     | пенсіонер |
| 1                                                       | Довгаль Володимир Володимирович     | 05.11.2010            | вища               | член Комуністичної партії України                     | Черговий прохідної, дирекція залізничних перевезень ПЗЗ                                                           |
| Партія «ВІДРОДЖЕННЯ»                                    |                                     |                       |                    |                                                       | |
| б/м                                                     | Білан Віктор Васильович             | 03.11.2010            | вища               | член Партії «ВІДРОДЖЕННЯ»                             | вагонне депо ВЧД-3, начальник                                                                                     |
| б/м                                                     | Бондар Микола Миколайович           | 03.11.2010            | середня спеціальна | член Партії «ВІДРОДЖЕННЯ»                             | вагонне депо ВЧД-3, старший майстер                                                                               |
| 11                                                      | Василяка Сергій Миколайович         | 05.11.2010            | вища               | член Партії «ВІДРОДЖЕННЯ»                             | ВЧД-3, головний інженер                                                                                           |
| Партія регіонів                                         |                                     |                       |                    |                                                       | |
| б/м                                                     | Зубко Ігор Миколайович              | 03.11.2010            | вища               | член Партії регіонів                                  | Верховна Рада України, помічник-консультант народного депутата України                                            |
| б/м                                                     | Лазарчук Антоніна Володимирівна     | 03.11.2010            | вища               | член Партії регіонів                                  | Козятинська РДА, заступник голови                                                                                 |
| б/м                                                     | Нікіфоров Дмитро Олександрович      | 03.11.2010            | вища               | член Партії регіонів                                  | Козятинське міжрайонне Вінницької філії дочірнього підприємства «НафтоГазМережі» НАК «Нафтогаз України», директор |
| б/м                                                     | Буравський Михайло Леонідович       | 03.11.2010            | вища               | позапартійний                                         | станція Козятин, начальник                                                                                        |
| 2                                                       | Тюрін Микола Іванович               | 05.11.2010            | вища               | позапартійний                                         | відділкова лікарня, лікар-гінеколог                                                                               |
| 9                                                       | Грубеляс Ігор Петрович              | 05.11.2010            | вища               | позапартійний                                         | центральна районна лікарня, зав.відділенням                                                                       |
| 14                                                      | Каменний Олег Борисович             | 05.11.2010            | вища               | позапартійний                                         | пенсіонер |
| Політична партія Всеукраїнське об'єднання «Батьківщина» |                                     |                       |                    |                                                       | |
| б/м                                                     | Холковський Павло Анатолійович      | 03.11.2010            | вища               | член Всеукраїнського об'єднання «Батьківщина»         | фінансове управління виконкому Козятинської міської ради, заступник начальника                                    |
| б/м                                                     | Крилова Лілія Анатоліївна           | 03.11.2010            | вища               | позапартійна                                          | газета «RIA-k», журналіст                                                                                         |
| б/м                                                     | Андрушкевич Анатолій Ромуальдович   | 03.11.2010            | вища               | член Всеукраїнського об'єднання «Батьківщина»         | Козятинська лінійна санепідемстанція Південно-західної залізниці, лікар-гігієніст                                 |
| б/м                                                     | Мудра Оксана Миколаївна             | 03.11.2010            | середня            | член Всеукраїнського об'єднання «Батьківщина»         | приватний підприємець                                                                                             |
| б/м                                                     | Ясний Ігор Павлович                 | 03.11.2010            | вища               | член Всеукраїнського об'єднання «Батьківщина»         | приватний підприємець                                                                                             |
| 6                                                       | Козельський Володимир Володимирович | 05.11.2010            | вища               | член Всеукраїнського об'єднання «Батьківщина»         | вільна профспілка залізничників України, заступник голови                                                         |
| 7                                                       | Міклуха Валентина Миколаївна        | 05.11.2010            | вища               | член Всеукраїнського об'єднання «Батьківщина»         | КП аптека Козятинської районної ради, бухгалтер                                                                   |
| 13                                                      | Дацюк Ольга Олексіївна              | 05.11.2010            | вища               | член Всеукраїнського об'єднання «Батьківщина»         | філія Вінницького центру соцреабілітації «Промінь», завідувачка                                                   |
| 18                                                      | Берегович Лариса Герасимівна        | 05.11.2010            | середня            | позапартійна                                          | пенсіонер |
| 20                                                      | Бубновська Марія Кузьмівна          | 05.11.2010            | вища               | позапартійна                                          | пенсіонер |
| Політична партія «Фронт Змін»                           |                                     |                       |                    |                                                       | |
| б/м                                                     | Рябчинський Олег Юрійович           | 03.11.2010            | вища               | член Політичної партії «Фронт Змін»                   | адвокат |
| б/м                                                     | Салюк Тетяна Олексіївна             | 03.11.2010            | вища               | член Політичної партії «Фронт Змін»                   | ПП «П'ятий елемент», головний лікар                                                                               |
| б/м                                                     | Радіна Таїсія Борисівна             | 03.11.2010            | вища               | член Політичної партії «Фронт Змін»                   | приватний підприємець                                                                                             |
| 5                                                       | Пузир Олександр Дмитрович           | 05.11.2010            | вища               | член Політичної партії «Фронт Змін»                   | БО "БФ «Міла-Козятин», заступник директора                                                                        |
| 8                                                       | Юр-Кирилюк Раїса Петрівна           | 05.11.2010            | вища               | член Політичної партії «Фронт Змін»                   | середня загальноосвітня школа № 1 Козятинської міської ради, директор                                             |
| 12                                                      | Боровський Іван Іванович            | 05.11.2010            | вища               | член Політичної партії «Фронт Змін»                   | приватний підприємець                                                                                             |
| Соціал-демократична партія України (об'єднана)          |                                     |                       |                    |                                                       | |
| 3                                                       | Коваль Леонід Петрович              | 05.11.2010            | вища               | член Соціал-демократичної партії України (об'єднаної) | ГО ветеранів розвідки України, керівник регіонального відділення                                                  |
| Соціалістична партія України                            |                                     |                       |                    |                                                       | |
| б/м                                                     | Карапетян Ашот Князевич             | 03.11.2010            | вища               | член Соціалістичної партії України                    | приватний підприємець                                                                                             |
| б/м                                                     | Ящук Леонід Олександрович           | 03.11.2010            | вища               | член Соціалістичної партії України                    | Козятинська районна санітарна епідеміологічна станція, головний лікар                                             |
| 4                                                       | Вітковський Броніслав Вікентійович  | 05.11.2010            | вища               | член Соціалістичної партії України                    | управління освіти Козятинської міської ради, заступник начальника                                                 |
| 10                                                      | Стецюк Андрій Олексійович           | 05.11.2010            | вища               | член Соціалістичної партії України                    | ВТУ № 17, директор                                                                                                |
| 16                                                      | Кальноокий Анатолій Сергійович      | 05.11.2010            | вища               | член Соціалістичної партії України                    | пенсіонер |
| 19                                                      | Кропива Федір Тихонович             | 05.11.2010            | вища               | член Соціалістичної партії України                    | пенсіонер |
| Українська партія «Єдність»                             |                                     |                       |                    |                                                       | |
| б/м                                                     | Марченко Костянтин Володимирович    | 03.11.2010            | вища               | член Української партії «Єдність»                     | управління праці та соціального захисту населення, заступник Козятинського міського голови                        |
| б/м                                                     | Франчук Олексій Іванович            | 03.11.2010            | вища               | член Української партії «Єдність»                     | локомотивне депо ст. Козятин, машиніст тепловоза                                                                  |
| 15                                                      | Буравський Євген Станіславович      | 05.11.2010            | вища               | позапартійний                                         | локомотивне депо, машиніст-інструктор                                                                             |
| 17                                                      | Мандзюк Василь Олександрович        | 05.11.2010            | вища               | член Української партії «Єдність»                     | локомотивне депо, заступник начальника                                                                            |